# 迦葉山龍華院
迦葉山龍華院（かしょうざんりゅうげいん） は、群馬県沼田市上発知町にある曹洞宗の寺院。寺号は弥勒寺、本尊は聖観世音菩薩。
沼田市北部にそびえる迦葉山の中腹に鎮座する。寺号は「迦葉山 龍華院 弥勒護国禅寺（かしょうざん りゅうげいん みろくごこくぜんじ）」だが、一般には単に「迦葉山」と呼ばれることが多い。迦葉山参りでは、最初の年に中峰堂から天狗面を借りて帰り、次にお参りする機会に借りた面と門前の店で新しい面を求めて添えて寺に納め、また別の面を借りてくるという習わしになっている。

## 歴史
848年（嘉祥元年）に、桓武天皇の皇子、上野太守・葛原親王の発願により、天台宗比叡山の円仁を招いて、天台宗の寺院として創建されたと伝えられている。もっとも、同年には既に葛原親王は上野太守を退いて、円仁は唐からの帰国直後であることから史実ではなく、勧請開山とみるべきものである。
1456年（康正2年）中興開山・天巽慶順によって曹洞宗に改宗した。
江戸時代には徳川家康の祈願所となり、御朱印百石・十万石の格式を許された。
1879年（明治12年）に火災で本堂、開山堂、鐘楼、庫裏などを焼失し、1885年（明治18年）に迦葉堂を焼失、1929年（昭和4年）の火災でも庫裏、鐘楼、山門などを焼失している。

## 天狗伝説
弥勒寺は天巽禅師によって改宗開山されたが、禅師の高弟に中峰尊という僧がいた。中峰尊は、山門の岩屋や険しい岩山といった人力では登れない処まで修行者を導くなどの神通力を持ち、その童顔は少しも変わらなかった。天巽禅師が二世大盛禅師に住職の座を譲るや、中峰尊は「吾れ迦葉仏の化身にて巳に権化化業は終わった。よって今後は永くこの山に霊し、末世の衆生の抜苦与楽せん」と誓願して案山峰より昇天し、その後に天狗の面が残ったという。

## 境内

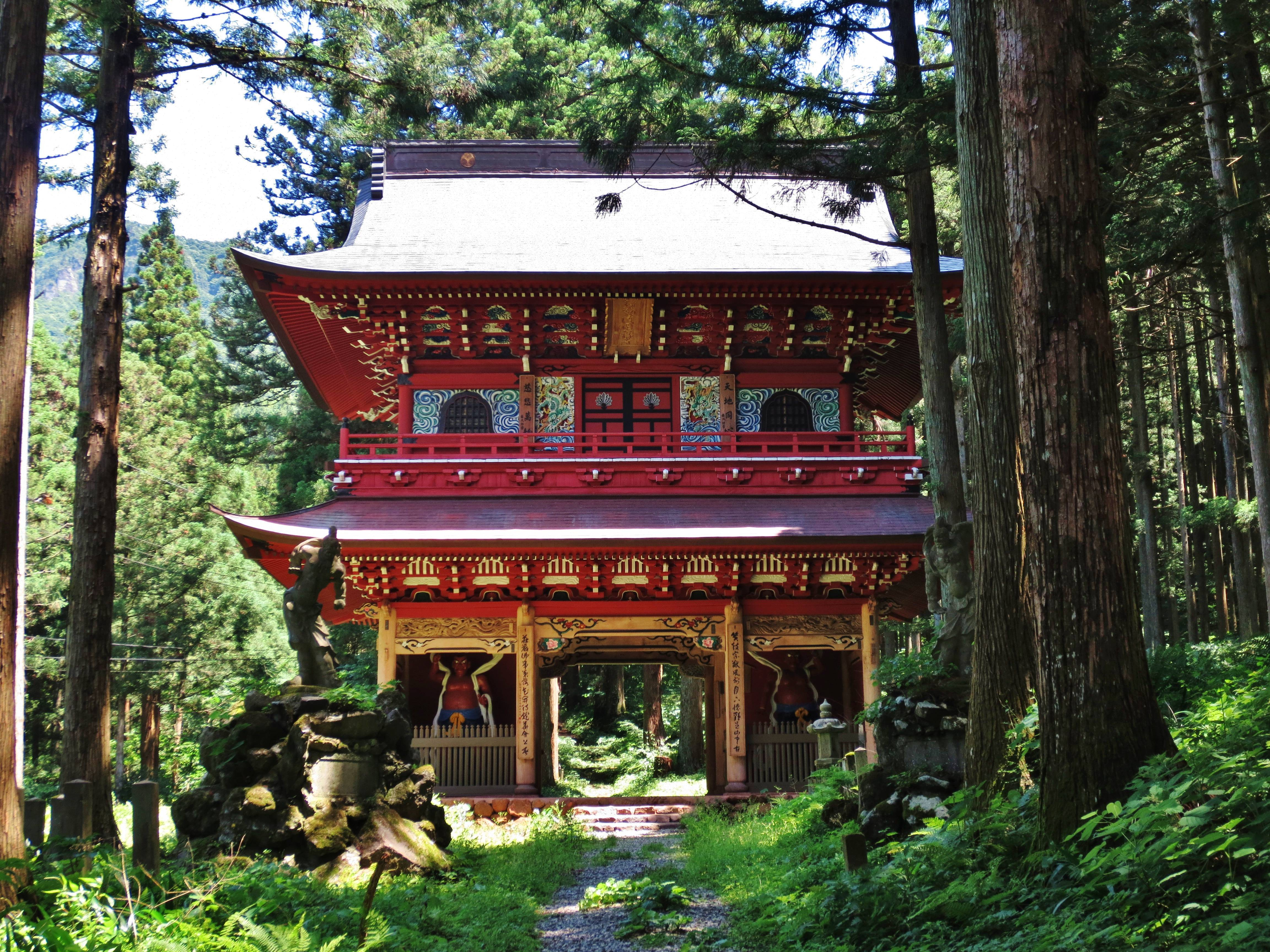
山門
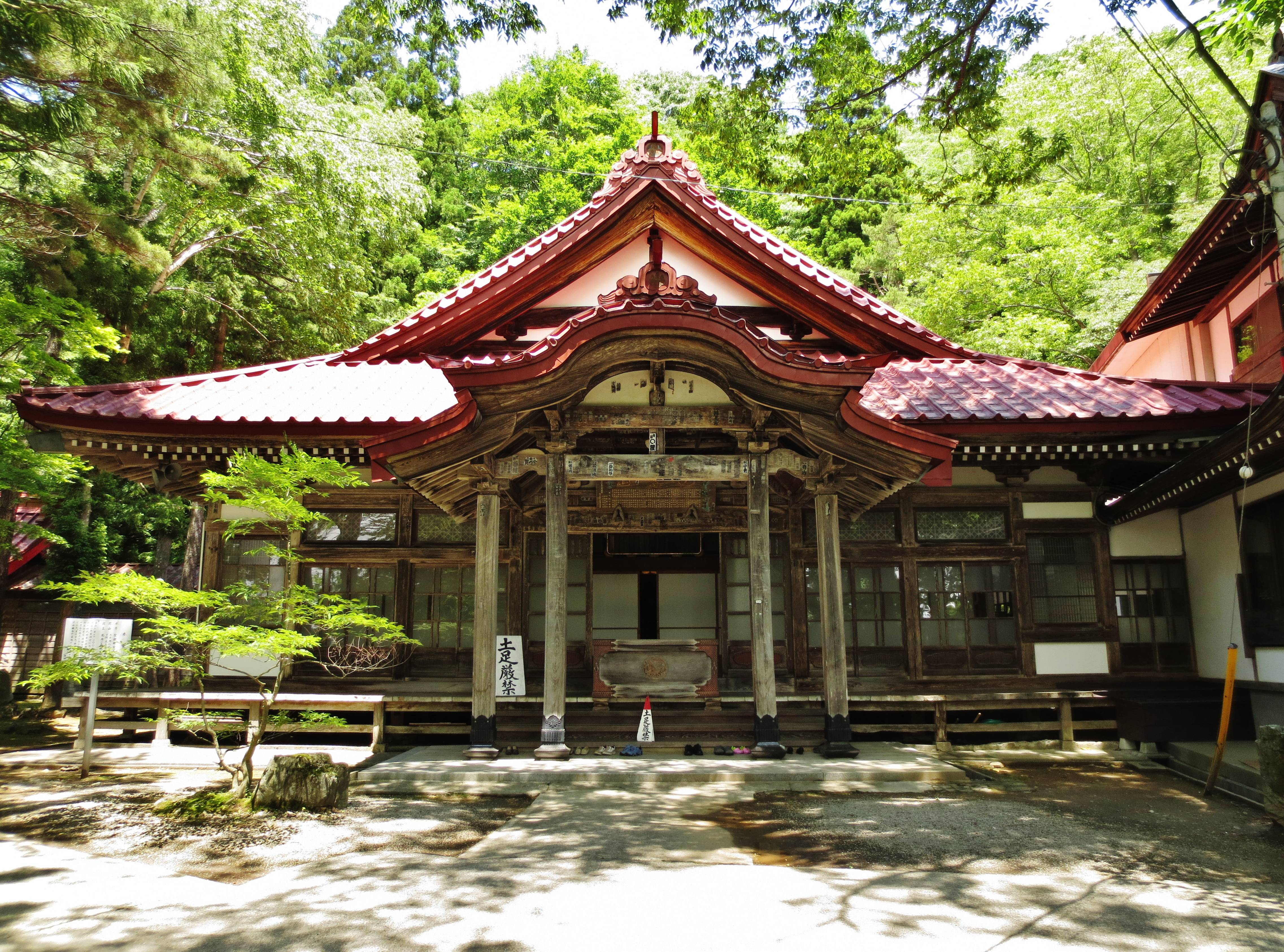
本堂
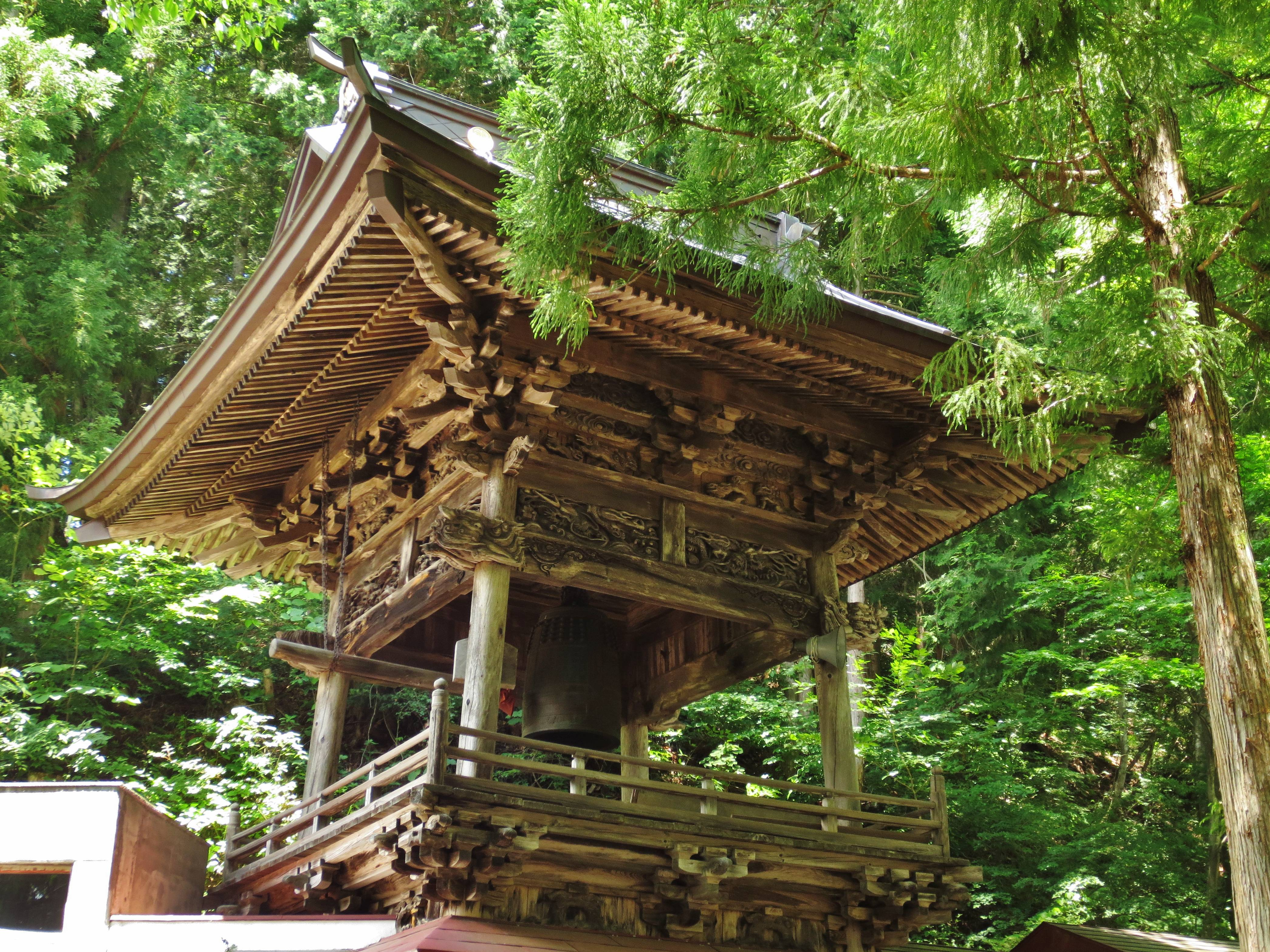
鐘楼
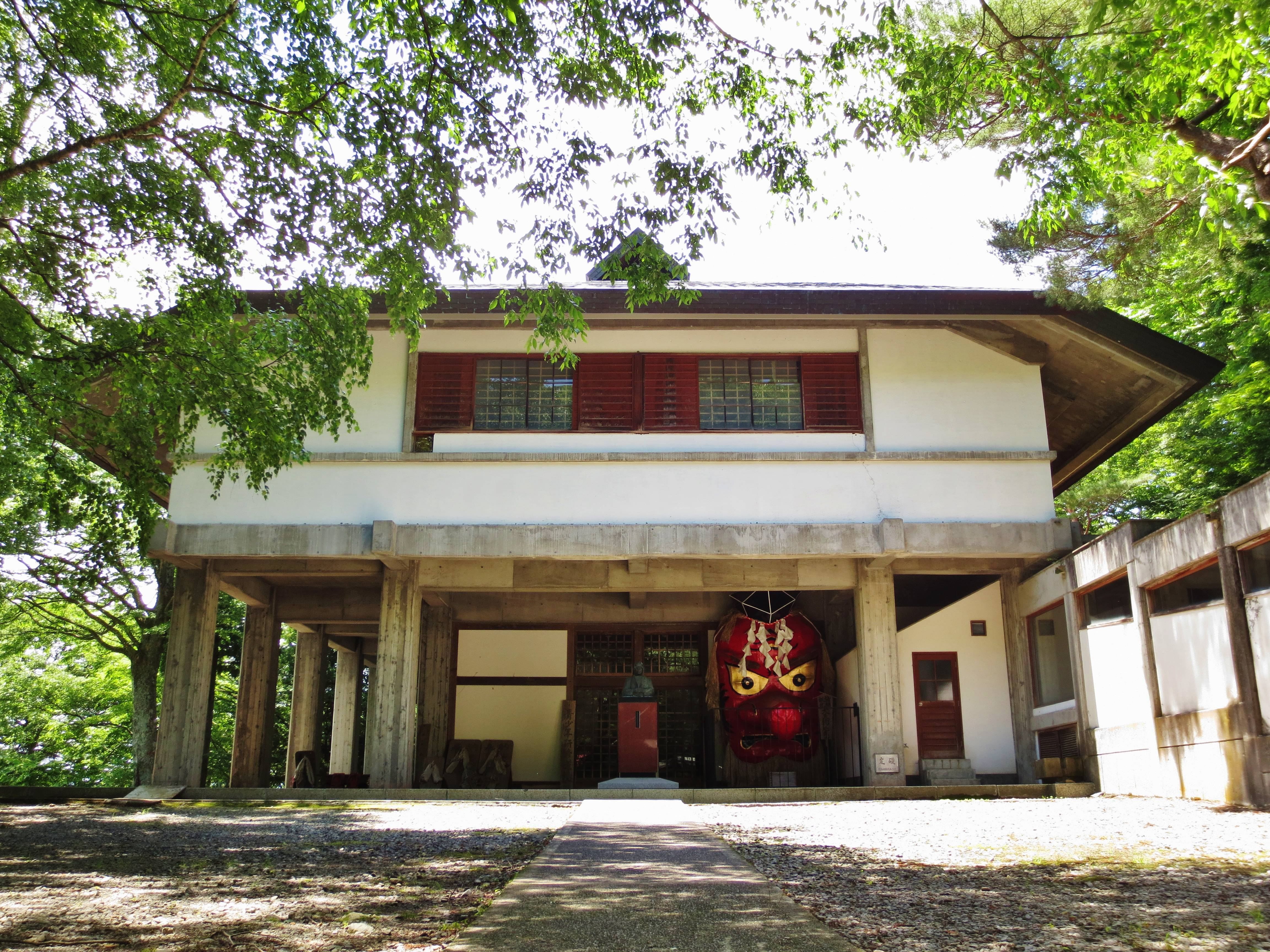
道場

中峯堂
戦勝祈願・交通安全祈願として奉納された「大天狗面」・「交通安全身代わり大天狗」が安置されている。大天狗面は日本三大天狗の一つとして数えられている。
坐禅堂
普段は研修道場として使用され、1983年（昭和58年）に沼田青年会議所より奉納された「諸願成就大天狗」が安置される。この天狗面は沼田まつりの際に御輿として出御する。
観音堂（奥の院）
天巽慶順が修行したという地で、唯一の近世建築。正面3間、側面2間、寄棟造トタン葺、懸造。1726年（享保11年）の棟札を有し、同年の建築と推定されている。
迦葉堂
正面3間、側面5間、方形造、正面向拝付、銅板葺。1887年（明治20年）に発知新田の天照寺観音堂を移築したもので、様式から18世紀の建築と推定されている。
山門
1936年（昭和11年）の再建、正面3間側面2間、入母屋造平入銅板葺。1929年（昭和4年）に焼失した前身建物は棟札より1765年（明和2年）の建築であったことが分かる。
開山堂
1880年（明治23年）の再建。観音堂、迦葉堂、開山堂、土蔵を除く建物は昭和以降の再建である。
- 山門
- 本堂
- 鐘楼
- 道場

## 文化財
沼田市指定天然記念物
- 馬かくれ杉（昭和51年3月30日指定）[11]